# IMDOS
IMDOS var en modifierad variant av operativsystemet CP/M för Intels 8080 mikroprocessor. Operativsystemet utvecklades av IMS Associates, Inc. för deras persondator IMSAI 8080. IMS betalade $25 000 till Gary Kildall för rättigheterna till att använda och modifiera CP/M.
IMDOS inkluderade bland annat avbrottsdrivna enheter och katalogsystem för filsystemet.